# Bogense (parochie)
Bogense is een parochie van de Deense Volkskerk in de Deense gemeente Nordfyn. De parochie maakt deel uit van het bisdom Funen en telt 3263 kerkleden op een bevolking van 3595 (2006). De parochie was tot 1970 deel van Skovby Herred. In dat jaar werd de parochie opgenomen in de nieuwe gemeente Bogense. Deze ging in 2007 op in de fusiegemeente Nordfyn.